# ال-پیروگلوتامات ال-آرژنین
ال-پیروگلوتامات ال-آرژنین (به انگلیسی: L-Arginine L-pyroglutamate) یک ترکیب شیمیایی با شناسه پاب‌کم ۱۹۸۳۴۶ است. شکل ظاهری این ترکیب، پودر سفید است.